# Голосеевский лес
«Голосеевский лес» (укр. «Голосіївський ліс») — урочище и часть Голосеевского национального природного парка (с 2007 года), парк-памятник садово-паркового искусства общегосударственного значения (1960—2007 года), расположенный на территории Голосеевского района Киевского горсовета, Украина. Площадь — 769,23 га. Землепользователь — Министерство экологии и природных ресурсов Украины.

## История
Постановлением Совета Министров УССР от 29 января 1960 года № 105 Голосеевский лес получил статус парка-памятника садово-паркового искусства общегосударственного значения с общей площадью 1 052 га, по другим данным Постановлением Коллегии Государственного комитета УССР по охране природы от 26 июля 1972 года № 22. Площадь заповедного урочища была уменьшена на 287,77 га Решением Киевского горсовета от 17.02.1994 № 14 и Указом Президента Украины от 30.10.2008 № 976/2008. Голосеевский лес вошёл в состав «Голосеевского национального природного парка», при создании 27 февраля 2007 года Указом Президента Украины № 794. На территории урочища запрещены любая хозяйственная деятельность и в том числе ведущая к повреждению природных комплексов.

## Описание
Урочище занимает кварталы 1-28 Голосеевского лесничества Конча-Засповского лесопаркового хозяйстваːна правобережной части поймы реки Днепр между проспектами Голосеевский (40-летия Октября), Академика Глушкова и Науки, улицами Академика Заболотного и Пироговский шлях (Краснознамённая). Урочище расположено между историческими местностями Голосеево, Добрый Путь, Самбурки, Багринова гора, Мышеловка, Китаево, Феофания и Пирогов. В западной части Голосеевского леса в 1955—1958 годах был построен комплекс Выставки достижений народного хозяйства (ВДНХ, сейчас Национальный Экспоцентр Украины), в северной части в 1928 году был заложен дендропарк (затем ботанический сад) площадью 47,5 га, 1957 году — парк площадью 140,9 га. Внутри урочища расположена астрономическая обсерватория, не включённая в состав парка. Юго-восточнее к урочищу примыкает музей народной архитектуры и быта (Пирогов), основанный 6 февраля 1969 года с общей площадью 133,5 га.
Есть информационные знаки, щиты-указатели и аншлаги при въезде в урочище.
На территории урочища расположено несколько памятников природы местного значенияː гидрологические Верхнее озеро-пруд Китаевского каскада озёр и Святой целительный источник, ботанические Столетний дуб (на горе Кумпол), Дубы Славы (на улице Полковника Потехина) и несколько других. Также есть памятники природы (столетние деревья) по улицам Героев Обороны и Генерала Родимцева, примыкающие к урочищу.
Расположен в непосредственной близости от ст. м.   Голосеевская.

## Природа
Голосеевский лес представлен преимущественно природными насаждениями и находится на Киевском лёссовом плато, расчленённом балками и ярами. В лесу протекают ручьи Ореховатский, Дидоровский и Китаевский с системами прудов (Ореховатские, Дидоровские, Китаевские).
Растительность представлена преимущественно широколиственными лесами с доминированием грабово-дубовых и грабовых насаждений. В первом древесном ярусе встречаются ясень, липа, клён остролистный, во втором — клён полевой, клён татарский, вяз горный. Встречаются дубы возрастом свыше 300 лет. В балках есть незначительные по площади ольховые леса. В подлеске растут лещина, бересклет европейский, бересклет бородавчатый, калина. Встречаются краснокнижные видыː пыльцеголовник длиннолистный (булатка), дремлик зимовниковый, лилия лесная, любка двулистная, подснежник обыкновенный.
В Голосеевском лесу живёт 30 видов млекопитающих, в основном мелких, таких как обыкновенный крот, обыкновенная бурозубка, обыкновенная полёвка, белка. В урочище встречаются косуля европейская, лисица, ласка, кутора, ёж, куница, заяц.

## Галерея
- Нижний Голосеевский пруд
- Сергиева пустынь
- Купальня последователей Порфирия Иванова
- Грот Девы Марии в Сергиевой пустыни
- "Крокодил"